# Estremadurski nacionalizem
Estremadurski nacionalizem ali estremadurizem (špansko Nacionalismo extremeño, extremeñismo, estremadursko Nacionalismu estremeñu ali estremeñismu) je sorazmerno mlada in zelo slaba politična ideologija, ki poskusi izoblikovati nacionalistično, regionalno gibanje v estremaduri, ki je avtonomna skupnost Španije. Danes so estremadurske nacionalistične stranke in gibanja večinoma prenehali.
V Španiji je več nacionalističnih gibanj, ki koreninijo v 19. stoletju. Najmočnejša gibanja so katalonski, baskovski in galicijski nacionalizem. Pomembna so tudi valencijska, aragonska, kanarska, majorska, asturijska in leonska nacionalistična gibanja. Malo so podprti, vendar so stari andaluzijski, kantabrijski in murcijski nacionalizem.
Leta 1999 je bila ustanovljena prva nacionalistična stranka v Estremaduri Bloque Nacionalista Extremeño (Estremadurski Nacionalistični Blok). Že v 80. 20. stoletja je bilo nasilnih skrajno levičarskih dejanj v Estremaduri, vendar niso se premaknila na nacionalistično smer.
Estremadurski nacionalisti so zahtevali, podobno kot druga gibanja v drugih dežalah, da priznajo Estremaduro kot poseben narod. Toda preiskave so dokazale, da so Estremadurci močno povezani s Španijo, čeprav so ponosni na svojo pokrajinsko pripadnost. Tudi v Aragoniji je močnejši občutek aragonske pripadnosti od pripadnosti Španiji in sorazmerno več Aragoncev bi podpiralo morebitno osamosvojitev, medtem ko v Estremaduri nihče ne misli na samostojnost od Španije. Leta 2005 so rekli samo 4% Estremadurcev, da se imajo za pripadnika estremadurskega »naroda.«
Estremadurski nacionalisti se sklicujejo tudi na poseben estremadurski jezik, kot narodni jezik dežele, vendar to govori samo malo ljudi (ki je pravzaprav različica asturleonščine), medtem ko večina prebivalstva govori kastiljsko narečje.